# 潁泉区
潁泉区（えいせん-く）は、中華人民共和国安徽省阜陽市に位置する市轄区。

## 行政区画

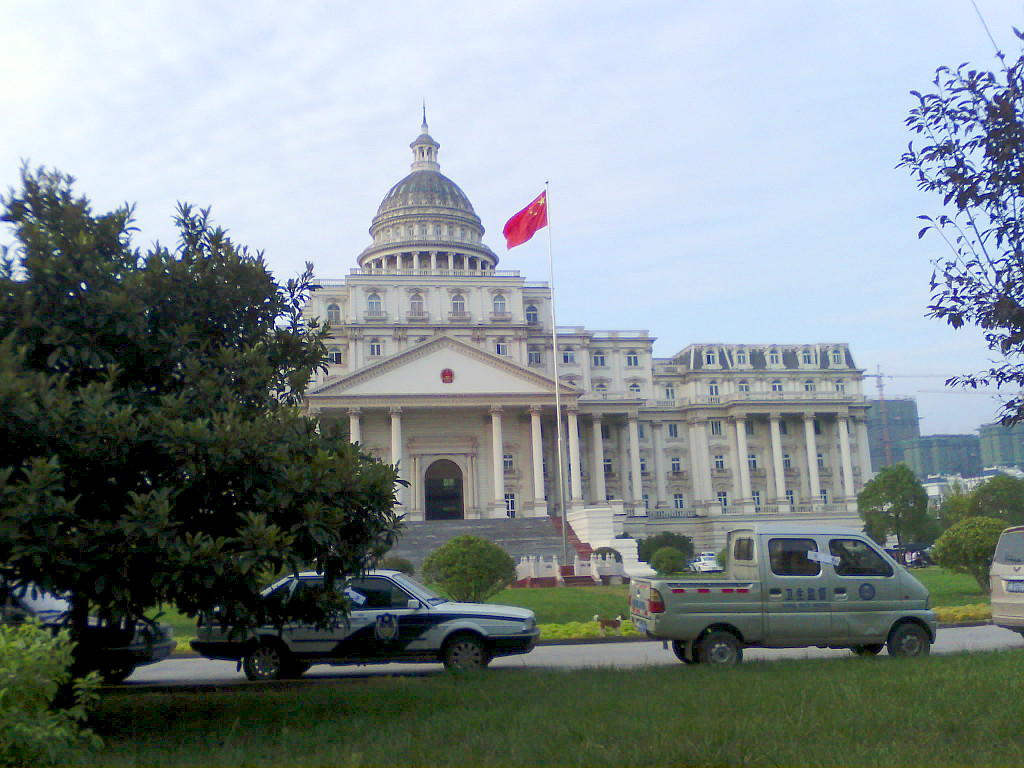
アメリカ合衆国議会議事堂風の潁泉区政府ビル

- 街道:中市街道、周棚街道
- 鎮:伍明鎮、寧老荘鎮、聞集鎮、行流鎮